# 爱迪生 (新泽西州)
愛迪生（英語：Edison Township）或愛迪生鎮區，是一個在紐澤西州密德薩克斯郡的鎮區。該鎮區人口為97,687，是紐澤西州第五大的城市/市鎮。該鎮區擁有很大比例的亞裔人口，主要有韓裔、華裔、印度裔移民。
2006年，爱迪生市被美国《MONEY》评为“最适合居住的小城市”第28名，居新泽西州第二位。同时在《MONEY》杂志对全美371座城市的城市安全调查中名列第23位。

## 命名起源
爱迪生市得名于美国大发明家爱迪生。1876年爱迪生曾在此处安家，同时建立起工作室（Menlo Park Laboratory）。爱迪生的几项重大发明，包括电灯和摄影术均出自此处。“Christie Street”是世界上第一条用电灯照明的街道。1883年，爱迪生将他的工作室搬迁至西奥兰治市。

## 政治
爱迪生市对美国民主黨有广泛的支持。现任韩裔市长崔俊为注册民主党员。

## 教育
爱迪生市内有许多学校在新泽西州排名前100之内。市内共有11所小学，4所初级中学和两所高级中学属于爱迪生市公立学校系统。

## 交通
位于爱迪生南部的爱迪生站是东北走廊车站，有新泽西捷运东北走廊线列车停靠。爱迪生北部地区则更靠近梅塔钦站和都会公园站。
台湾中华航空运营从爱迪生金门超市往来肯尼迪国际机场的穿梭巴士，供其航班乘客使用。